# Saugrüssel

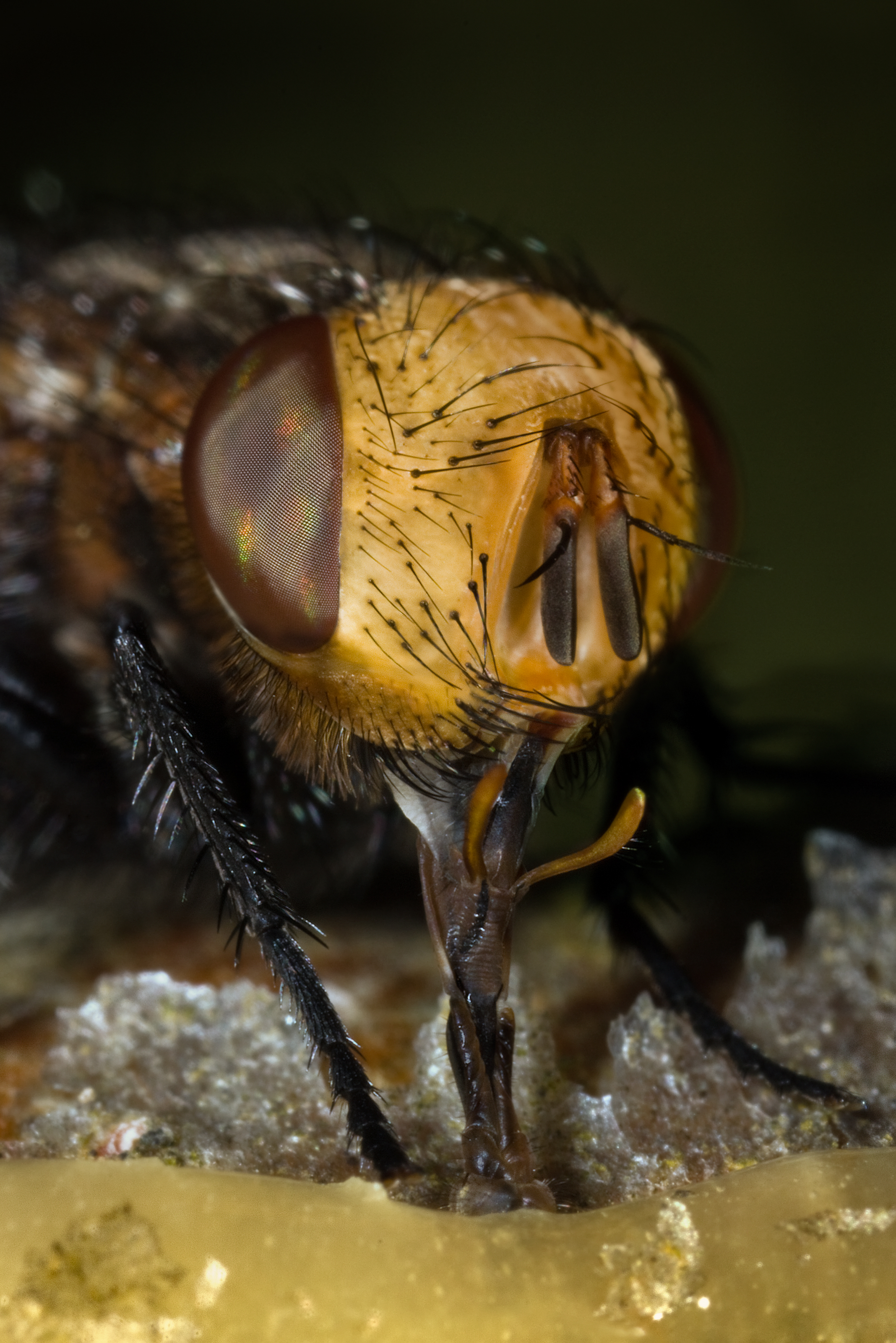
Saugrüssel einer Raupenfliege

Als Saugrüssel wird bei stechend-saugenden oder nur saugenden Insekten das Saugrohr bezeichnet, mit dem diese Tiere ihre flüssige Nahrung aufnehmen können. Der Begriff ist allerdings nicht genau definiert, oft werden saugende Mundwerkzeuge auch leckend-saugend (zur Aufnahme freiliegend flüssiger Nahrung) oder stechend-saugend (zum Erschließen und Aufsaugen flüssiger Nahrung aus Pflanzen oder Tieren) genannt. Teilweise wird der Saugrüssel auch mit dem z. B. im Englischen üblichen Begriff Proboscis bezeichnet.

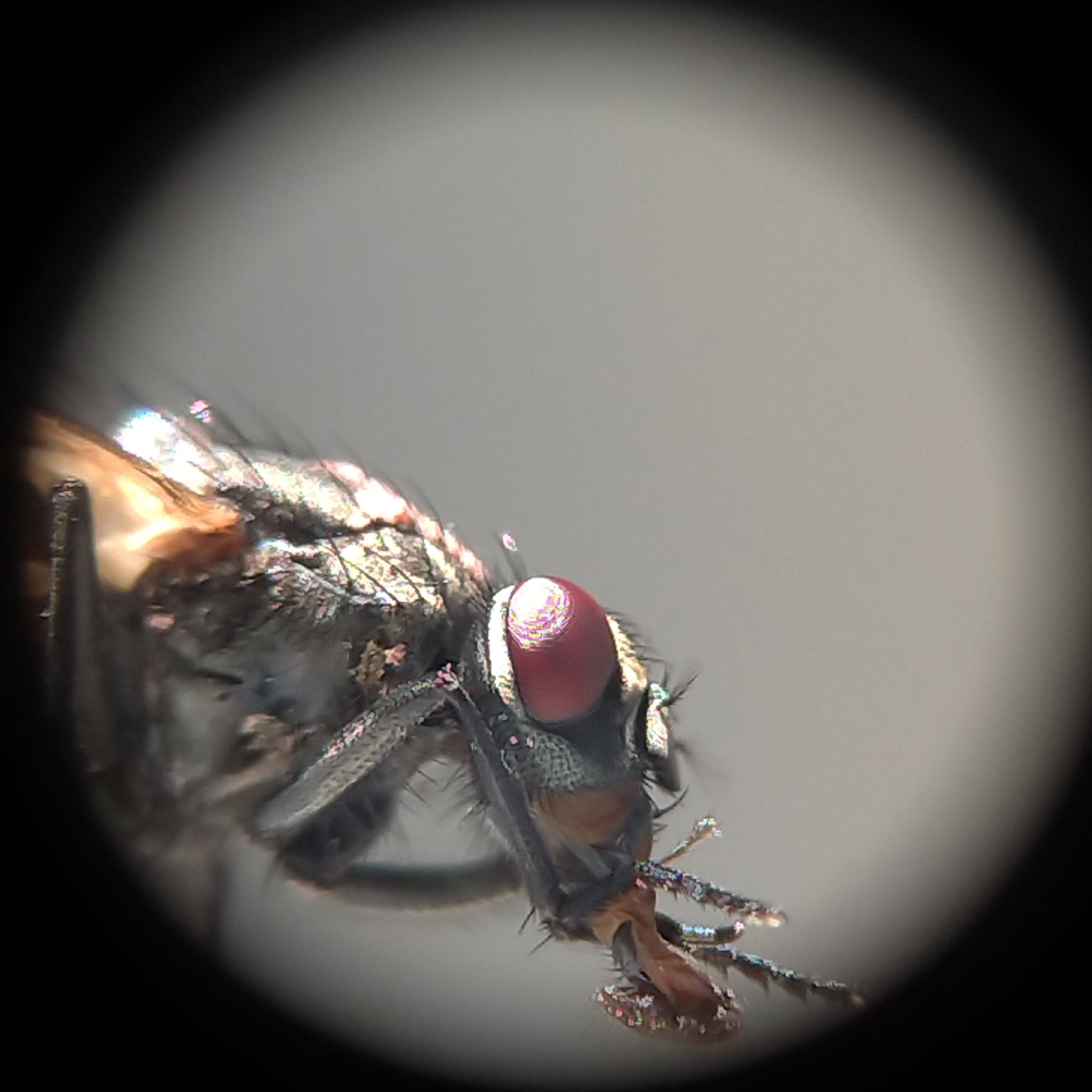
Eine Fliege putzt ihren Saugrüssel.

Der Rüssel besteht meist aus dem mit dem Labium verwachsenen und veränderten Unterkiefer (Maxille).
Käfer sind für ihre meist kauenden Mundwerkzeuge bekannt, aber es gibt auch bei Käfern einige Arten (Meloidae: Leptopalpus, Nemognatha, Cerylonidae: Cautomus) mit stark verlängerten Maxillen, die einem Saugrüssel funktionell entsprechen.

## Beispiele
- Ordnung der Schnabelkerfe (Hemiptera)
- fast alle Arten der Ordnung der Schmetterlinge, siehe Saugrüssel (Schmetterling)
- zahlreiche Arten der Ordnung der Hautflügler (Hymenoptera), z. B. Bienen
- zahlreiche Arten der Ordnung der Zweiflügler (Diptera)